# Cloud2Ground
Cloud2Ground was een Amerikaans dj-duo, bestaande uit Jeremy Dawson en Chad Petree, ook wel bekend van de Amerikaanse new wave/indie/rockgroep Shiny Toy Guns. 

## Geschiedenis
Dawson begon in 1996 alleen aan een muziekproject onder de naam "Cloud2Ground". Een jaar later werd hij gecontracteerd door de platenfirma N*Soul Records. In datzelfde jaar bracht hij ook zijn eerste album E-Majn uit. In 1998 werd Petree bij het project betrokken. Dawson en Petree veranderden in 2000 van stijl en brachten iets hardere, techno-georiënteerde muziek uit. Twee van hun nummers, "Neo (The One)" en "Score (Original Mix)", werden gebruikt in het computerspel Grand Theft Auto III.

## Nummers

### Als Cloud2Ground
- "cloud2ground" (Album, 1996)
- "E-Majn" (Album, 1997)
- "The Gate (Beautiful)" (Album, 2000)

### Als R.R.D.S.
- "Innerbattle" (Single, 2001)

### Als Slyder
- "Score" (Single, 2000)
- "Multiple Cats / Jetscream" (Single, 2001)
- "Neo (The One)" (Single, 2001)
- "What Happens" (Single, 2002)
- "The Valley of Sound" (Test Pressing, 2003)